# Масанатен (Вирџинија)
Масанатен (енгл. Massanutten) насељено је место без административног статуса у америчкој савезној држави Вирџинија.

## Демографија
По попису из 2010. године број становника је 2.291, што је 346 (17,8%) становника више него 2000. године.
| Група             | 2000.         | 2010.         |
| Белци             | 1.831 (94,1%) | 2.143 (93,5%) |
| Афроамериканци    | 40 (2,1%)     | 27 (1,2%)     |
| Азијати           | 13 (0,7%)     | 14 (0,6%)     |
| Хиспаноамериканци | 29 (1,5%)     | 72 (3,1%)     |
| Укупно            | 1.945         | 2.291         |